# Perigonia pittieri
Perigonia pittieri är en fjärilsart som beskrevs av Lichy 1962. Perigonia pittieri ingår i släktet Perigonia och familjen svärmare. Inga underarter finns listade i Catalogue of Life.